# Friedrich Scheffer (Politiker, 1794)
Johann Friedrich Scheffer (* 25. März 1794 in Felsberg; † 22. März 1872 ebenda) war ein deutscher Jurist und Mitglied der kurhessischen Ständeversammlung.

## Leben
Friedrich Scheffer wurde als Sohn des Christoph Friedrich Wilhelm Scheffer (1754–1895, Amtsphysikus) und dessen Ehefrau Anna Katharina Schumann (1771–1845) geboren. Sein jüngerer Bruder Valentin (1803–1871) war Bürgermeister und Mitglied der kurhessischen Ständeversammlung.
Nach dem Abitur am Fridericianum Kassel im Jahre 1810 absolvierte Friedrich ein Studium der Rechtswissenschaften an der Philipps-Universität Marburg und ließ sich, nachdem er sich 1814 freiwillig zum Militärdienst gemeldet und am Feldzug gegen Napoleon teilgenommen hatte, in seinem Heimatort als Advokat nieder.
1845/1846 hatte er ein Mandat für den Wahlkreis Homberg in der kurhessischen Ständeversammlung.
In dem Parlament stellte er den Antrag auf Einberufung einer Generalsynode und verlangte die Aufhebung aller Zensur.